# Дейнджер, Абелла
Абелла Дейнджер (англ. Abella Danger; род. 19 ноября 1995 года) — американская порноактриса.

## Биография
Абелла родилась в Майами (штат Флорида) в семье еврейско-украинского происхождения. Пошла на бальные танцы в возрасте 3 лет. Лишилась девственности в возрасте шестнадцати лет. Снялась в своём первом хардкоре в 18 лет, для сайта Bangbros (июль 2014 года). Снявшись в 8 сценах, она переехала в Лос-Анджелес.

## Личная жизнь
Дейнджер — открытая полиаморная бисексуалка. Состояла в лесбийских отношениях с певицей Габи Герреро около трёх лет. Активно снималась в её видеоклипах.

## Награды
| Год  | Результат | Категория | Фильм                               |
| ---- | --------- | --- | ----------------------------------- |
| 2016 | Номинация | Лучшая сексуальная сцена с девушкой (с Phoenix Marie)                                                                                          | All Access Abella Danger            |
| 2016 | Номинация | Лучшая сцена группового секса (вместе с Keisha Grey, Райан Коннер, Арией Александер, Ниной Элле, Карли Грей, Чери Девилль и Мануэлем Феррарой) | Manuel Ferrara’s Reverse Gangbang 3 |
| 2016 | Победа    | Лучшая новая старлетка | н/д                                 |
| 2016 | Номинация | Лучшая сексуальная сцена от первого лица (с Manuel Ferrara)                                                                                    | Manuel’s Fucking POV 4              |
| 2016 | Номинация | Лучшая сцена секса втроем — ММЖ (с Миком Блу и Марко Бандерасом)                                                                               | Big Round Asses                     |
| 2016 | Номинация | Лучшая сцена секса втроем — ЖЖМ (с Keisha Grey & Manuel Ferrara)                                                                               | Oil Overload 13                     |
| 2016 | Победа    | Самый горячий новичок (по версии фанатов) | н/д                                 |

| Год  | Результат | Категория                                                                  | Фильм                |
| ---- | --------- | -------------------------------------------------------------------------- | -------------------- |
| 2016 | Победа    | Лучшая новая старлетка                                                     | н/д                  |
| 2016 | Номинация | Лучшая женская роль - пародийный выпуск                                    | Sleeping With Danger |
| 2016 | Номинация | Лучшая лесбийская сцена (с Adriana Chechik, Carter Cruise & Phoenix Marie) | Buttslammers         |
| 2016 | Номинация | Лучшая лесбийская сцена (с Alexis Texas & A.J. Applegate)                  | Big Booty Tryouts    |